# Hipòtesi documental

Diagrama relacional que descriu les diverses versions postulades per la hipòtesi documentaria bíblica.

La hipòtesi documental és una teoria filològica que proposa aplicar el criticisme textual als primers cinc llibres de la Bíblia (el Pentateuc) per demostrar que són fruit de la unió de diversos textos. Aquesta teoria va ser promulgada per Julius Wellhausen al segle xix (època de l'auge del comparatisme) i va aixecar forta polèmica, ja que topava amb la idea que el creador únic dels llibres era Moisès. Alguns religiosos, acceptant la teoria, van afirmar que Moisès era el refundidor, inspirat per Déu per triar els passatges més propers als fets.
Segons aquesta teoria, hi hauria quatre fonts diferents, recognoscibles per com anomenen Déu o la seva postura davant dels fets: la J (que usa Jahvé), E (Elohim), la P (que recalca el paper dels sacerdots) i D (deuteronomista). Aquests diferents orígens expliquen les repeticions de fragments i les incoherències que es troben en el text bíblic, abans explicades només pel fet que Moisès copiava imperfectament el dictat diví.

## La font J
La font J anomena a Déu Jahvé (YHVH en hebreu, ja que el text original no inclou les vocals). És un déu força antropomòrfic i que compleix les seves promeses però se'l pot convèncer per canviar d'opinió, com quan Abraham demana clemència per a Sodoma o Moisès li demana que perdoni els israelites incrèduls de l'Èxode. La J també indica preferència per Judà en la divisió del regne d'Israel en dos. Sembla ser la font més antiga (escrita cap al segle X aC) i el seu estil és molt eloqüent, amb apel·lacions a l'emoció del lector. Respecte a la meravella, els seus personatges acostumen a ser humans i no herois, sobretot Moisès, que apareix com un intermediari entre Déu i la humanitat. En canvi, és la font que fa que els animals parlin, com la serp del Paradís.
Narra l'origen del Gènesi i s'ocupa de les històries que afecten a tota la condició humana, sovint fent versions de mites babilònics, com la Creació. Explica també com Isaac va conèixer la seva dona i la llegenda sobre les ciutats de Sodoma i Gomorra, incloent-hi el paper de Lot. Se centra a justificar el diferent paper de les dotze tribus basant-se en històries dels seus fundadors, legitimant la dinastia del rei David. Inclou també la circumcisió, que passarà a ser una norma per als jueus. Presenta una forta coherència temàtica.
Sembla que aquest text va sorgir d'unir diverses històries explicades oralment a Judà'. El seu compilador, anònim, seria un sacerdot aaronita, ja que posa molt d'èmfasi en els símbols que controlava aquest grup, com l'arca de l'aliança o el temple, i no en menciona d'altres posseïts per les faccions rivals.

## La font E
La font E anomena a Déu Elohim, que significa també poder, i explica que es manifesta a través del foc o els núvols. Recolza Israel enfront Judà i té fascinació pels herois, com Josuè o Efraïm, i pels àngels (com per exemple a l'escala de Jacob). El tret que destaca de Josep és la seva capacitat d'interpretar el somnis i no tant la relació amb la dona de Putifar, com feia J. La seva narració, per tant, té tocs més fantàstics que les altres i és propera als llibres dels profetes. Està datada al segle viii aC.
Comença a la migració d'Abraham i se centra en el sacrifici d'Isaac, que J gairebé no explicava (i en canvi sí que detallava les accions d'Isaac adult). Detalla com era la vida a Egipte i la relació de Moisès amb el faraó, on apareix com un líder capaç de convocar el poder diví. Ofereix una versió ampliada dels Deu Manaments i la seva transmissió al poble. Presenta només contradiccions menors amb J (com el nom de certs personatges secundaris).
L'autor seria un sacerdot de Shiloh, i per això és la font que dona més rellevància a Moisès, en contra d'Aaron, el fundador de la facció rival (la de la font J). Conseqüentment explica la història del calze daurat, un passatge on Aaron sembla tolerant amb la idolatria, o el càstig de Miriam, la germana d'Aaron (perdonada justament per la intercessió de Moisès, que veu refermada la seva autoritat pel mateix Déu).

## La font D
La font D (deuteronomista, perquè és la font principal d'aquest llibre) va ser escrita per un sol autor al segle VI aC, l'època de l'exili a Babilònia, recollint històries anteriors. Alguns crítics creuen que potser és el mateix autor que el llibre de Jeremies. Narra els fets en desordre cronològic, com una sèrie de records. L'èmfasi està en la dinastia de governants i la seva legitimitat, basada en el desig de Déu. Destaca la importància del monoteisme, que distingeix el poble escollit dels veïns. Anomena a Déu tant Jahvé com Elohim i a vegades barrejant les dues formes per formar "Déu nostre senyor".
Comença als Deu Manaments, perquè vol fer èmfasi en la llei. Presenta els fets negatius d'Aaron, com la font E, però elimina totes les històries de J i d'E que podrien entrar en conflicte amb la situació del moment. L'estil és el d'un predicador i vol subratllar l'Aliança feta entre Déu i el seu poble, el qual a vegades l'oblida i no actua com caldria.

## La font P
La font P és la principal del Levític. Recolza Aaron, en una posició similar a la de J, i destaca el canvi patit per Moisès després de baixar de la muntanya (que segons algunes traduccions incorrectes fins i tot tenia banyes, com el dimoni). El seu estil és racional i inclou llargues llistes de genealogies que tallen la narració. No explica les històries que poden fer perillar l'hegemonia de Jerusalem com a ciutat santa. Detalla en canvi fets relatius als rituals i la vida quotidiana o assumptes pràctics com les instruccions per construir l'Arca de Noè. Té una versió més esotèrica i abstracta de la Creació i elimina els trossos meravellosos.
No menciona els profetes (ja que vol donar l'única legitimitat en interpretar i predicar als sacerdots). Aquest fet va suposar que durant un temps es datés erròniament la font, que sembla del segle V aC per l'evolució de l'hebreu usat. La font P és la que ha estat escrita per més gent i això fa que la data sigui imprecisa. Igualment, aquest fet explicaria els talls narratius, ja que nous sacerdots van anar afegint lleis, costums i històries que justificaven un estat de coses concret. Anomena a Déu Elohim o El Shaddai alternativament i destaca els seus càstigs quan els homes incompleixen les lleis.

## Unió de les fonts
Les primeres fonts, J i E, haurien estat barrejades en un estadi hipotètic (JE) per unir les històries dels habitants d'Israel amb les de Judà després de la caiguda del primer. Com que les històries són bastant complementàries, la seva fusió va ser senzilla i en els punts de discrepància s'oferien les dues versions o s'intentaven justificar (el punt més conflictiu seria el sacrific d'Isaac i potser va ser el compilador de JE qui va introduir l'àngel que va aturar Abraham).
Aquesta font JE va ser usada per D i P independentment, afegint cadascú les històries orals del seu grup sacerdotal. Sembla, per la llengua, que D va ser composta en dues etapes (D1 i D2) encara que els crítics no són unànimes en aquest punt. La versió final de la Bíblia va ser la fusió de JE, D, P i alguns textos menors posteriors (sovint designats com a conjunt R, pels redactors de la versió final). Aquesta fusió és imperfecta i deixa en la narració final passatges repetits o contradictoris i sembla obra de diverses mans.